# Lübecker Senat 1893 und 1894

Flagge Lübecks 1890–1935

Der Senat der Freien und Hansestadt Lübeck als Kabinett in den Jahren 1893 und 1894. 

## Bürgermeister

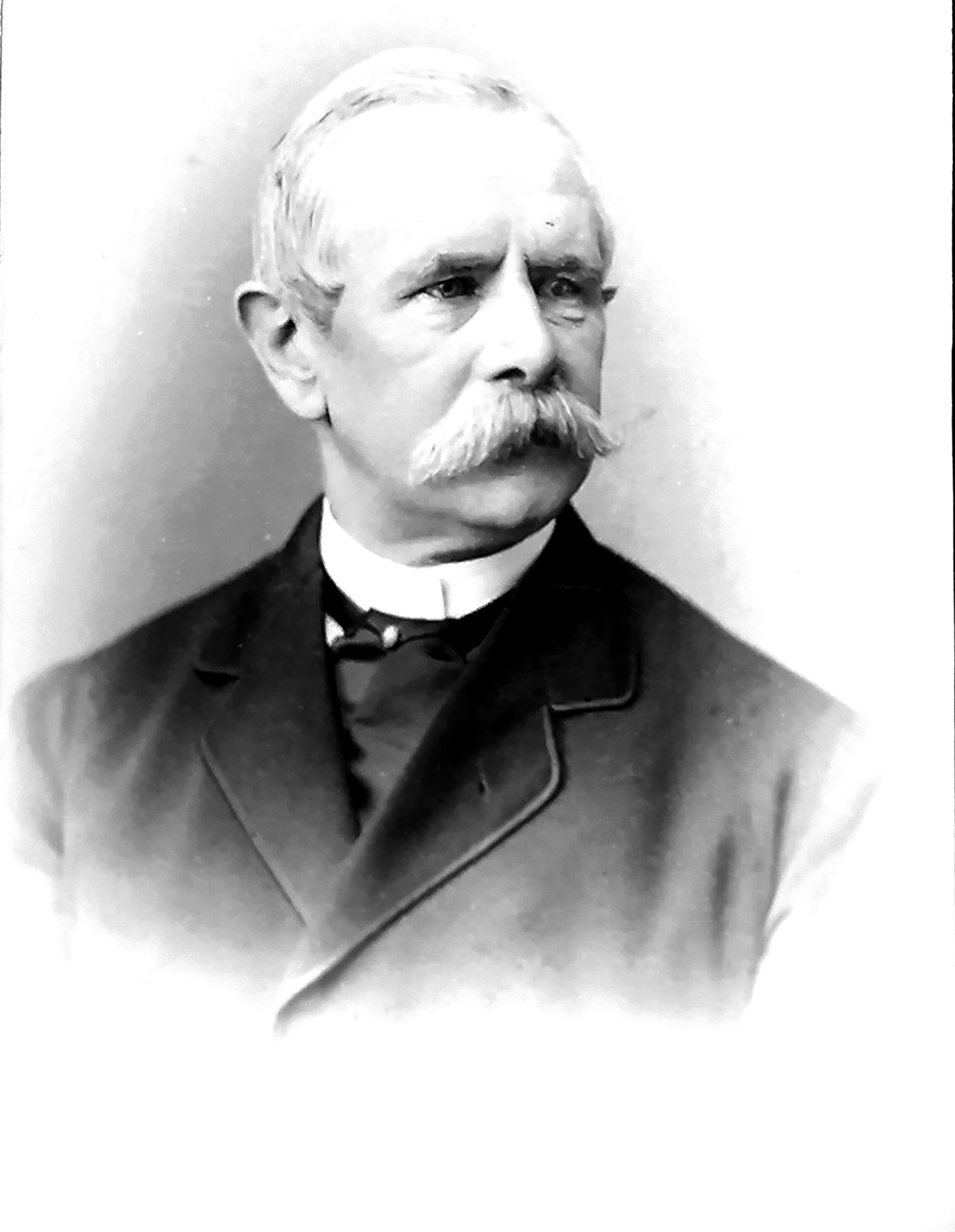
Arthur Gustav Kulenkamp

- Arthur Gustav Kulenkamp, Senator seit 1869

## Senatoren
- Heinrich Theodor Behn, seit 1858
- Wilhelm Brehmer, seit 1870
- Franz Eduard Hermann Rittscher, seit 1873
- Johannes Fehling, seit 1878. Gestorben 19. November 1893.
- Heinrich Klug, seit 1879
- Heinrich Alphons Plessing, seit 1879
- Karl Peter Klügmann, seit 1880
- Emil Wolpmann, seit 1883
- Johann Hermann Eschenburg, seit 1884
- Johann Georg Eschenburg, seit 1885
- Georg Arnold Behn, seit 1889
- Hermann Deecke, seit 1891
- Karl Alfred Brattström, seit 1892
- Friedrich Heinrich Bertling, seit 1893